# Ermitage Saint-Gilles
L'ermitage Saint-Gilles (italien : Eremo di Sant'Egidio) est un ermitage catholique situé dans la commune de Scanno, dans la Province de L'Aquila et la région des Abruzzes, en Italie.